# Comté de Bell (Kentucky)
Pour les articles homonymes, voir Comté de Bell.
Le comté de Bell est un comté de l'État du Kentucky, aux États-Unis.
Son siège est Pineville et sa plus grande ville est Middlesboro. Selon le recensement de 2020, sa population était de 24 097 habitants.